# Lijst van dierentuinen in België
Dit is een lijst van erkende dierentuinen in België.

## Actieve dierentuinen

### Vlaanderen
| Dierentuin                        | Plaats        | Provincie       | Opmerkingen                                                                  |
| --------------------------------- | ------------- | --------------- | ---------------------------------------------------------------------------- |
| Bellewaerde                       | Ieper         | West-Vlaanderen | Naast dierenpark ook attractiepark                                           |
| Boudewijn Seapark                 | Brugge        | West-Vlaanderen | Naast dierenpark ook attractiepark                                           |
| De Zonnegloed                     | Oostvleteren  | West-Vlaanderen | Sanctuarium                                                                  |
| DIN DIM                           | Kinrooi       | Limburg         | Alleen open voor groepen                                                     |
| Familiepark Harry Malter          | Destelbergen  | Oost-Vlaanderen | Naast dierenpark ook attractiepark                                           |
| Labiomista                        | Genk          | Limburg         | Openluchtexpositie op de plaats van de voormalige dierentuin van Zwartenberg |
| Nally's papegaaienopvang          | Oedelem       | West-Vlaanderen | Opvang voor vogels                                                           |
| NAVIGO - Nationaal Visserijmuseum | Oostduinkerke | West-Vlaanderen |                                                                              |
| Pakawi Park                       | Balen         | Antwerpen       | Heette tot voorjaar 2019 Olmense Zoo                                         |
| Recreatiedomein "De Brielmeersen" | Deinze        | Oost-Vlaanderen | Park en recreatiedomein                                                      |
| Sea Life Blankenberge             | Blankenberge  | West-Vlaanderen |                                                                              |
| ZOO Antwerpen                     | Antwerpen     | Antwerpen       | Oudste dierentuin van België                                                 |
| ZOO Planckendael                  | Mechelen      | Antwerpen       |                                                                              |

### Wallonië
| Dierentuin                                 | Plaats              | Provincie     | Opmerkingen                                 |
| ------------------------------------------ | ------------------- | ------------- | ------------------------------------------- |
| Aquarium – Museum de l’Université de Liège | Luik                | Luik          |                                             |
| ASBL Crusoé                                | Sart-Tilman         | Luik          |                                             |
| Centre Carapace                            | Cambron-Casteau     | Henegouwen    | Bevindt zich op het terrein van Pairi Daiza |
| Domaine de Champalle                       | Yvoir               | Namen         |                                             |
| Domein van de grotten van Han              | Rochefort           | Namen         | Doet ook rondleidingen door de grotten      |
| Entre Ferme et Forêt                       | Rochehaut           | Luxemburg     |                                             |
| Forestia                                   | Theux               | Luik          |                                             |
| Insectarium Hexapoda                       | Borgworm            | Luik          |                                             |
| La grange aux papillons                    | Virelles            | Henegouwen    | Vlindertuin                                 |
| Le Parc à gibier de Saint-Hubert           | Saint-Hubert        | Luxemburg     |                                             |
| Le Petit Parc (BIAVA)                      | Ben-Ahin            | Luik          |                                             |
| Luchtmachtbasis 1e Wing                    | Bevekom             | Waals-Brabant |                                             |
| Massembre                                  | Heer                | Namen         |                                             |
| Monde Sauvage Safari Zoo                   | Aywaille            | Luik          | Naast dierentuin ook safaripark             |
| Mont Mosan                                 | Hoei                | Luik          | Naast dierenpark ook attractiepark          |
| Musée d’Histoire Naturelle                 | Doornik             | Henegouwen    |                                             |
| Pairi Daiza                                | Cambron-Casteau     | Henegouwen    | Tot 2009 Parc Paradisio                     |
| Parc à Gibier de La Roche-en-Ardenne       | La Roche-en-Ardenne | Luxemburg     |                                             |
| Parc animalier de Bouillon                 | Bouillon            | Luxemburg     |                                             |
| Parc animalier Castel St Pierre            | Beauraing           | Namen         |                                             |
| Parc "Les Onays"                           | Wibrin              | Luxemburg     | Vakantiepark                                |
| Plopsaland Ardennes                        | Coo                 | Luik          | Attractiepark met een kleine dierenpark     |
| Tierpark M.Dieter VONDERBANK               | Eupen               | Luik          |                                             |
| Wolf Conservation Association              | Bilstain            | Luik          |                                             |
| ZooParc Vallée de la Sûre                  | Vaux-sur-Sûre       | Luxemburg     |                                             |

## Opgeheven dierentuinen
| Dierentuin                | Plaats       | Provincie                             | Geopend | Opgeheven | Opmerkingen                                                                                      |
| ------------------------- | ------------ | ------------------------------------- | ------- | --------- | ------------------------------------------------------------------------------------------------ |
| Aquatopia                 | Antwerpen    | Antwerpen                             | 2003    | 2017      | Sloot na de overname van het hotel. Op de oude locatie is nu een chocolademuseum geopend.        |
| Dierentuin van Gent       | Gent         | Oost-Vlaanderen                       | 1851    | 1905      |                                                                                                  |
| Limburgse Zoo             | Genk         | Limburg                               | 1970    | 1998      | Dierentuin van Zwartberg                                                                         |
| Zoo van Brussel           | Brussel      | Geen (Brussels Hoofdstedelijk Gewest) | 1851    | 1876      |                                                                                                  |
| Provinciedomein Huizingen | Huizingen    | Vlaams-Brabant                        |         |           | Heeft nog wel een dierenpark, maar geen erkende vergunning.                                      |
| Wazoo                     | Sint-Niklaas | Oost-Vlaanderen                       |         | 1999      |                                                                                                  |
| ZOO Serpentarium          | Blankenberge | West-Vlaanderen                       | 1998    | 2021      |                                                                                                  |
| Zoo Terdonk               | Doornzele    | Oost-Vlaanderen                       |         | 1999      | Ging pas in 2001 definitief dicht, nadat door een rechtbank een exploitatieverbod werd opgelegd. |